# Coupe d'Asie du Sud de football 1997
Navigation
Sri Lanka 1995 Inde 1999
La Coupe d'Asie du Sud de football 1997 est la 3e édition de la compétition de football opposant les équipes des pays et territoires situés en Asie du Sud. Elle est organisée par la Fédération d'Asie du Sud de football (SAFF).
Les six nations membres de la SAFF prennent part à la compétition. Les équipes sont réparties en 2 poules de 3 dont les 2 premiers se qualifient pour la phase finale, jouée en demi-finales et finale sur match simple. Toutes les rencontres sont disputées au Stade Dasarath Rangasala, à Katmandou au Népal.
C'est l'Inde qui remporte la compétition pour la deuxième fois en battant en finale les Maldives.

## Équipes participantes
- Népal (Pays organisateur)
- Pakistan
- Inde
- Sri Lanka
- Bangladesh
- Maldives

## Lieux de dispute des matches
| Katmandou | Népal |
| --------- | ----- |
|           |       |

## Compétition

### Groupe A
| Classement |           |     |   |   |   |   |    |    |      |
|            | Équipe    | Pts | J | G | N | P | BP | BC | Diff |
| 1          | Sri Lanka | 6   | 2 | 2 | 0 | 0 | 5  | 1  | +4   |
| 2          | Pakistan  | 3   | 2 | 1 | 0 | 1 | 2  | 2  | 0    |
| 3          | Népal     | 0   | 2 | 0 | 0 | 2 | 1  | 5  | -4   |

| 4 septembre | Pakistan  | 2 | 0 | Népal    |
| 6 septembre | Sri Lanka | 2 | 0 | Pakistan |
| 8 septembre | Sri Lanka | 3 | 1 | Népal    |

### Groupe B
| Classement final |            |     |   |   |   |   |    |    |      |
|                  | Équipe     | Pts | J | G | N | P | BP | BC | Diff |
| 1                | Inde       | 4   | 2 | 1 | 1 | 0 | 5  | 2  | +3   |
| 2                | Maldives   | 2   | 2 | 0 | 2 | 0 | 3  | 3  | 0    |
| 3                | Bangladesh | 1   | 2 | 0 | 1 | 1 | 1  | 4  | -3   |

| 5 septembre | Maldives | 1 | 1 | Bangladesh |
| 7 septembre | Inde     | 3 | 0 | Bangladesh |
| 9 septembre | Inde     | 2 | 2 | Maldives   |

### Tableau final
|  | Demi-finales | Demi-finales |          |   | Finale | Finale |
|  | Demi-finales | Demi-finales |          |   | Finale | Finale |
|  |              |              |          |   |        |        |
|  |              |              |          |   |        |        |
|  |              |              |          |   |        |        |
|  | Sri Lanka    | 1            |          |   |        |        |
|  | Sri Lanka    | 1            |          |   |        |        |
|  | Maldives     | 2            |          |   |        |        |
|  | Maldives     | 2            | Maldives | 1 |        |        |
|  |              |              | Maldives | 1 |        |        |
|  |              | Inde         | 5        |   |        |        |
|  | Inde         | Inde         | 5        | 2 |        |        |
|  | Inde         |              |          | 2 |        |        |
|  | Pakistan     | 0            |          |   |        |        |
|  | Pakistan     | 0            |          |   |        |        |

#### Demi-finales
| 10 septembre 1997 | Maldives | 2 - 1 | Sri Lanka | Stade Dasarath Rangasala, Katmandou |  |
|                   |          |       |           |                                     |  |

| 11 septembre 1997 | Inde                | 2 - 0 | Pakistan | Stade Dasarath Rangasala, Katmandou |
|                   | IM Vijayan 42e, 76e |       |          |                                     |

#### Match pour la3eplace
| 13 septembre 1997 | Pakistan             | 1 - 0 | Sri Lanka | Stade Dasarath Rangasala, Katmandou |
|                   | Haseemdeen 76e (csc) |       |           |                                     |

#### Finale
| 13 septembre 1997 | Inde                                                    | 5 - 1 | Maldives   | Stade Dasarath Rangasala, Katmandou |  |
|                   | Ancheri 9e · Bhutia 15e · IM Vijayan 20e, 53e · Das 49e |       | Lateef 43e |                                     |  |

| Coupe d'Asie du Sud 1997 Vainqueur Inde Deuxième titre |

## Meilleurs buteurs
6 buts
- IM Vijayan

4 buts
- Roshan Pereira

3 buts
- Baichung Bhutia